# Frank van der Struijk
Frank van der Struijk (* 28. März 1985 in Boxtel) ist ein niederländischer Fußballspieler.

## Karriere

### Verein
Frank van der Struijk begann seine Karriere in der zur Gemeinde Boxtel gehörenden Ortschaft Lennisheuvel. Innerhalb seiner Jugendzeit wechselte er zu Willem II Tilburg. Während der Saison 2003/04 wurde der Defensivspieler in den Profikader aufgenommen. Mit den Tilburgern gelang ihm 2005 der Einzug in das Pokalfinale das gegen die PSV Eindhoven verloren wurde. In der darauf folgenden Saison spielte das Team als unterlegener Pokalfinalist im UEFA-Pokal und schied in der 1. Runde gegen AS Monaco aus. In der niederländischen Meisterschaft konnte der drohende Abstieg in der Relegation vermieden werden. Bis zu der Saison 2007/08 befand er sich stetig im Abstiegskampf der Eredivisie. Im Sommer 2008 wechselte van der Struijk zum Ligarivalen Vitesse Arnheim. Im Jahr 2010 wurde er kurzzeitig nach Tilburg verliehen. 2014 kehrte für zwei Jahre zurück zu Willem II. Im August 2016 schloss er einen Vertrag über ein Jahr beim schottischen Zweitligisten Dundee United ab. Im März 2017 schlug er mit den Tangerines den FC St. Mirren im Finale des Challenge Cup.

### Nationalmannschaft
Frank van der Struijk spielte im Jahr 2012 zweimal in der niederländischen U-21 gegen England und Dänemark. Er stand zudem im Kader der U-21 während der Europameisterschaft 2007, die er mit der Mannschaft gewann. Er blieb dabei ohne Einsatz. Zudem nahm er mit einer niederländischen Mannschaft an der Junioren-Weltmeisterschaft im Jahr 2005 teil.

## Erfolge
mit Dundee United:
- Challenge Cup: 2017